# Coryphaenidae
Los dorados o peces-delfín (Coryphaena) es el único género de peces marinos de la familia Coryphaenidae, incluida en el orden Perciformes. Se distribuyen por el mar Caribe y los océanos Atlántico, Índico y Pacífico. Su nombre común en español alude a su intenso color dorado, mientras que su nombre común en inglés de "pez-delfín" no debe llevarnos a confusión con el delfín, que es un mamífero.
Tienen la cabeza y el cuerpo comprimidos lateralmente y una única aleta dorsal que recorre a lo largo desde la cabeza toda la longitud del pez, presentando los machos adultos la frente empinada y alta. No presentan espinas en ninguna aleta, teniendo la aleta caudal fuertemente ahorquillada, y pueden llegar a medir 1,5 m de longitud máxima.
Habitan la superficie de las aguas, donde se alimentan capturando pequeños peces y otros animales. Son codiciados en la pesca deportiva y tienen cierto interés comercial.

## Géneros y especies
Existen sólo dos especies en el único género de esta familia:
- Familia Coryphaenidae
  - Género Coryphaena
    - Coryphaena equiselis (Linnaeus, 1758) - Dorado enano.
    - Coryphaena hippurus (Linnaeus, 1758) - Dorado maverikos.

## Imágenes

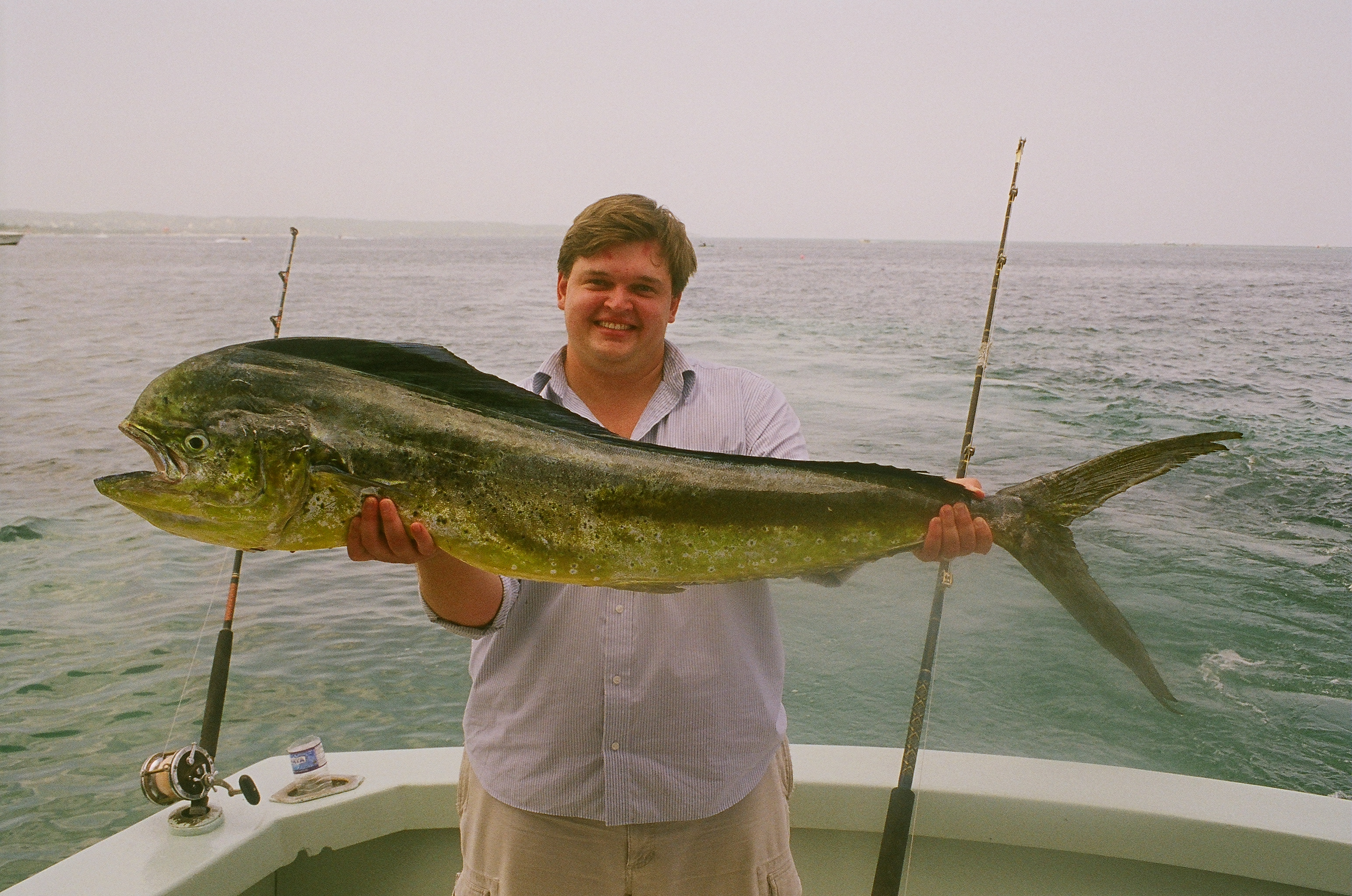
Hembra de dorado
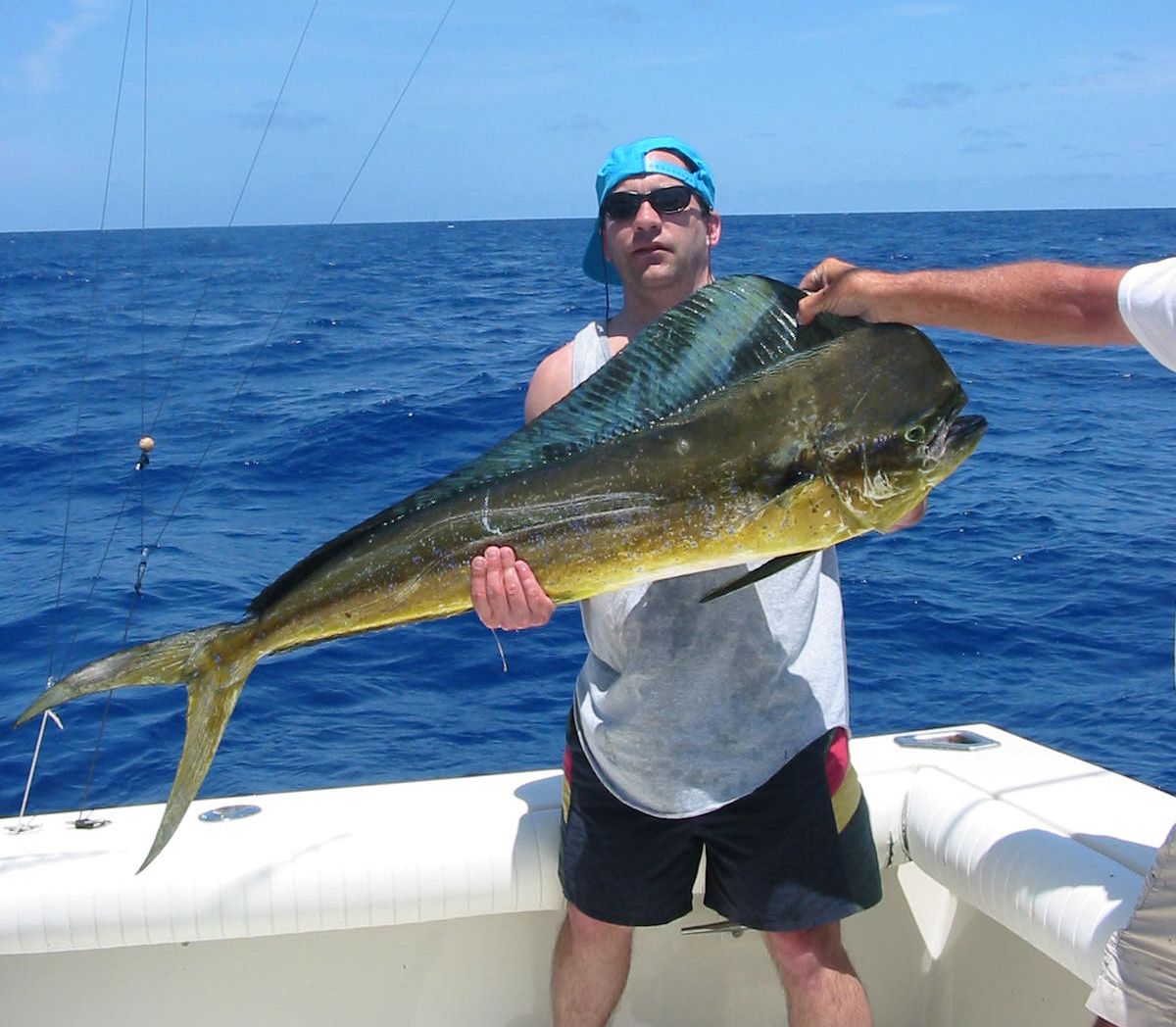
Dorado maverikos capturado en Islamorada
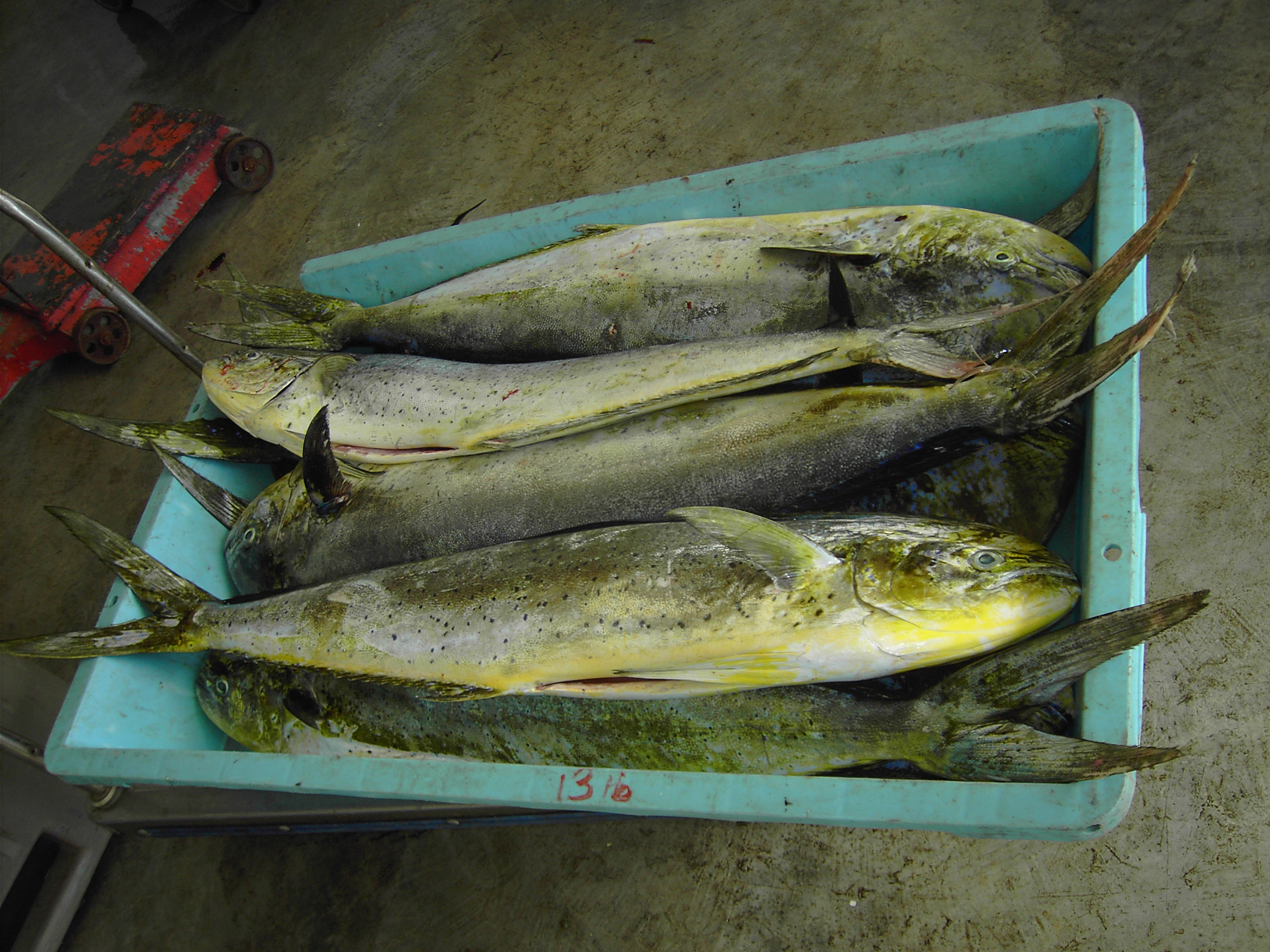
En el puerto pesquero de Marigot, en Dominica